# Fietssnelweg F11
De fietssnelweg F11 Antwerpen-Lier (ook bekend als fietsostrade F11) is een fietssnelweg die Antwerpen met Lier verbindt, over een afstand van 12 km. De route, door dichtbebouwd gebied met veel werk- en schoolbestemmingen, loopt van de Vosstraat in Deurne via de sporen tot het station van Lier. De bedoeling is om de route nog door te trekken tot de FR10 in Antwerpen via de Deurnese Saffierstraat.

## Traject

### Antwerpen - Mortsel
De mogelijkheid om de E19 over te steken met een fietsbrug en de verbinding te maken met het Singelfietspad in Antwerpen stad wordt bekeken. Op dit moment is er al een voetgangersbrug over de E19 vanuit de Saffierstraat.

#### Fietspad Saffierstraat en drie fietsbruggen
In maart 2021 keurde het district Berchem de plannen goed om een nieuw afgescheiden fietspad van 1,5 km langs de spoorweg aan te leggen, door de bestaande groenstrook van 20 meter breed aan de Saffierstraat, en met drie fietsbruggen (over de Arbeidersstraat, Ter Nieuwerbrugge en Deurnestraat). In november 2024 verleende de Provincie Antwerpen ondanks protest een omgevingsvergunning voor de aanleg.

### Deurne - Boechout
Een eerste deelproject liep vanuit Deurne langs de luchthaven, voorbij Wijk Savelkoul in Mortsel, tot aan het bestaande fietspad in Boechout op de Oude Steenweg. Op 5 juli 2019 werd een strook van 4,5m breed en 2,8 km lang opengesteld tussen de Vosstraat in Deurne en de Pater Renaat De Vostunnel in Mortsel. In Mortsel werd met een fietsbrug de spoorweg overgestoken. In maart 2020 waren de asfaltwerken tussen Deurne en Boechout achter de rug, waardoor de fietsroute bruikbaar werd van Antwerpen tot Lier, aan overweg 14, op de hoek van Galgeveld en Hockeyweg. De fietsroute is er echter maar voor een deel een echte fietssnelweg, aangezien sommige delen nog toegankelijk zijn voor auto's.

### Boechout - Lier

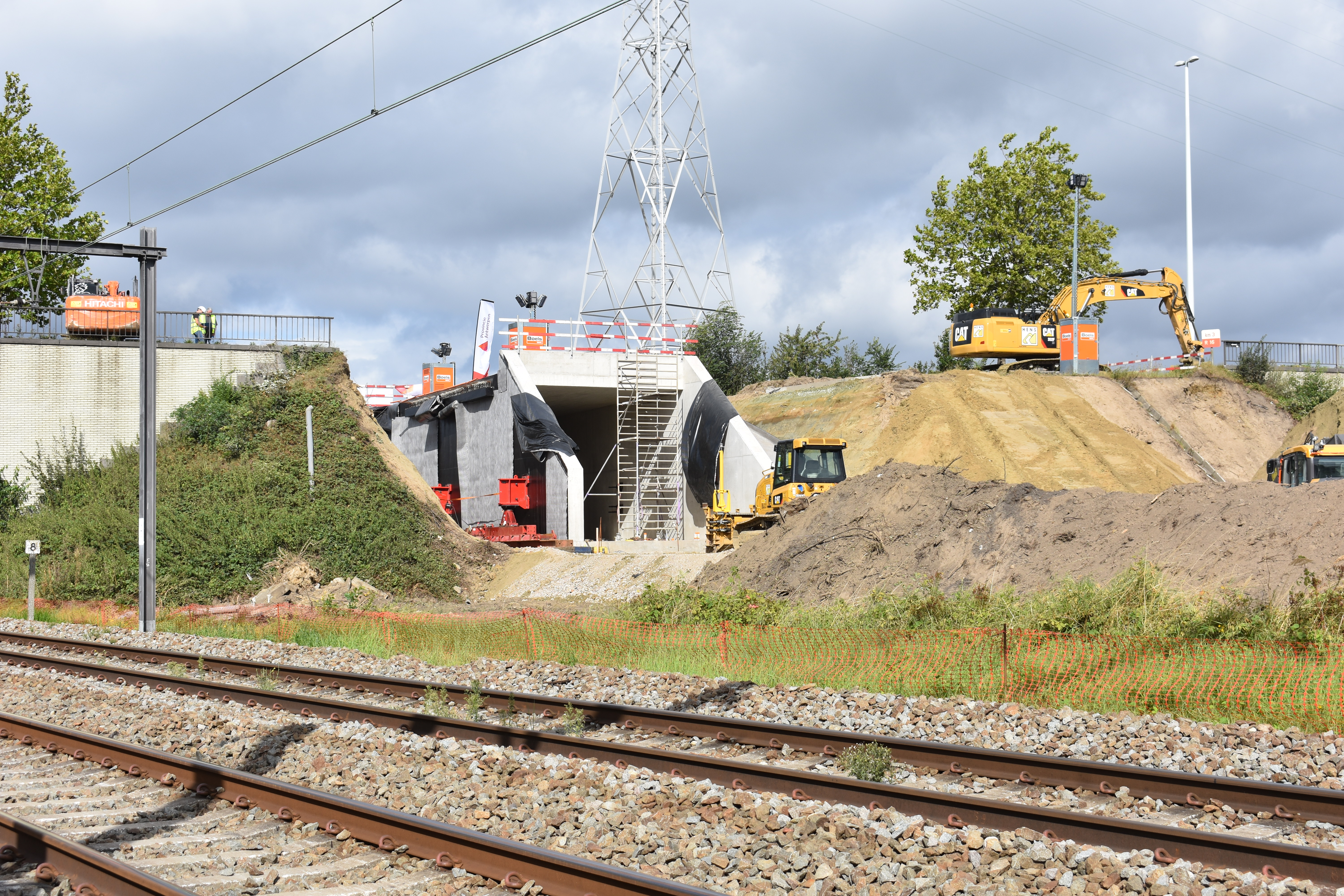
Tunnelkoker onder de ring van Lier. Opengesteld oktober 2022.

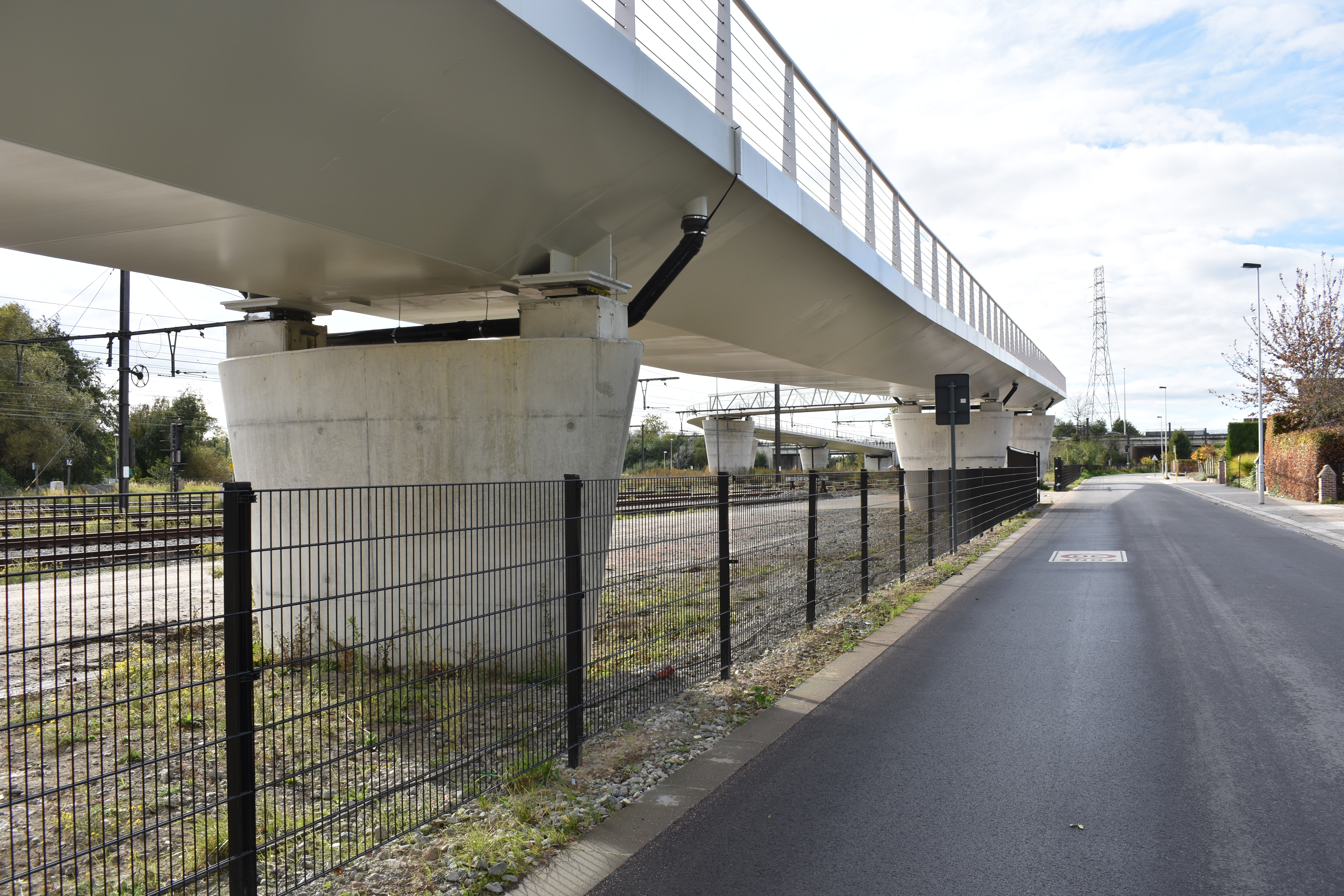
De afgewerkte brug aan het station van Lier (oktober 2022).

Van Boechout tot Lier was eind 2017 al een deel van de F11 bruikbaar via een autoluwe straat naast Spoorlijn 15.
Een tweede deelproject omvatte de aansluiting rond het station van Lier. De provinciale plannen voorzagen een tunnel onder de ring van Lier (R16) en een brug over de spoorlijnen richting de noordzijde van het Lierse station. Van 20 tot 28 augustus 2020 werd de fietstunnel onder de ring geschoven. De fietsbrug over de sporen werd op 1 oktober 2022 ingereden.
Ook zijn er in Lier aansluitingen met de F16 uit Lint, de F17 uit Boom en de F103 uit Herentals, die sedert 1 oktober 2022 in gebruik zijn.
In 2025 werd het smallere stuk langs de spoorweg bij Boechout-station, vanaf het einde van de Spoorweglei richting Alexander Franckstraat, verbreed en vernieuwd.